# Índice del planeta feliz

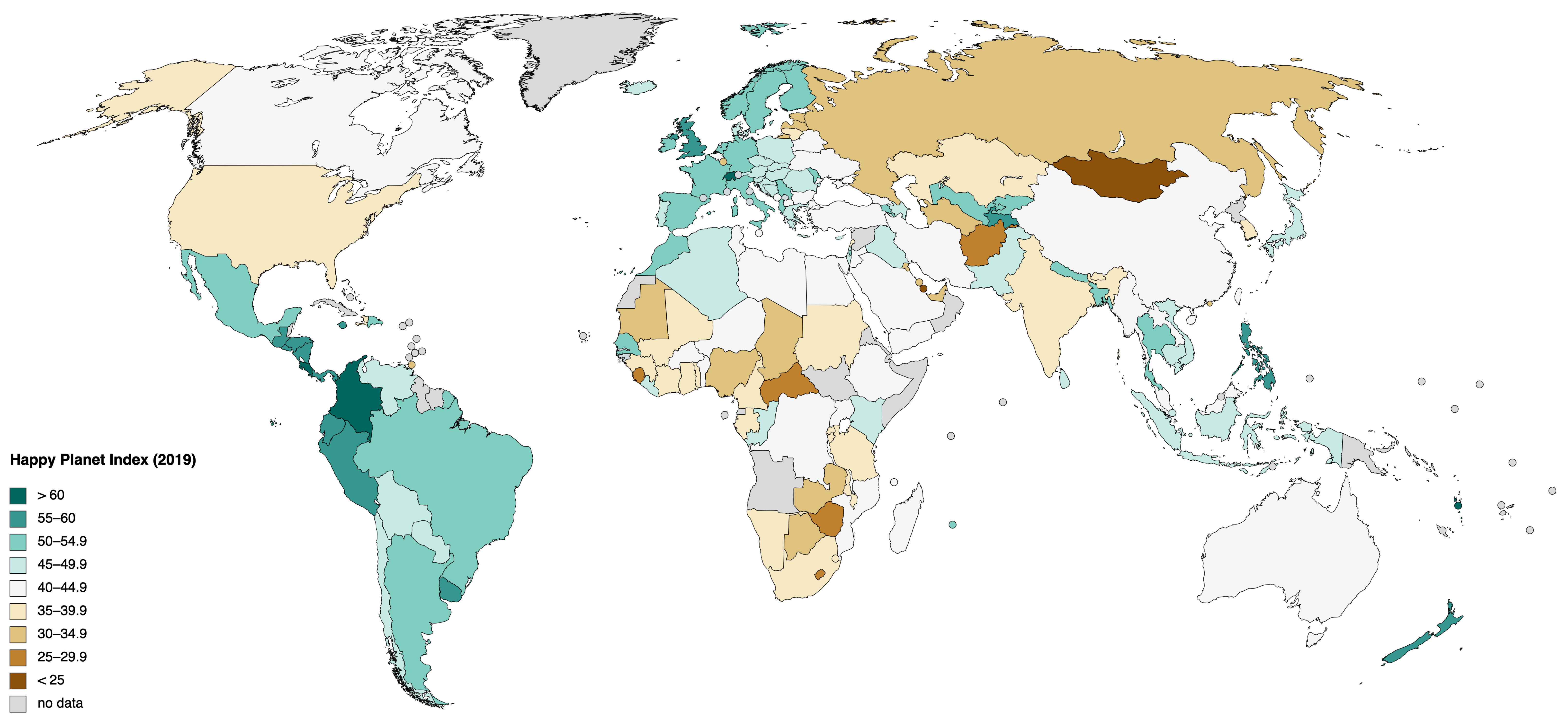
El mapa muestra el estado de felicidad de los países, según el índice 2006. Los países color verde brillante son los de mayor grado de felicidad y los países de color café los de menor grado de felicidad.

El índice del planeta feliz es un índice alternativo de desarrollo, bienestar humano y ambiental. Su primera publicación fue en el año 2006 y se publica periódicamente cada tres años. Es publicado por New Economics Foundation (NEF).
El índice está diseñado para medir el desarrollo de los países con base en la expectativa de vida, la percepción subjetiva de felicidad y la huella ecológica.
Además el índice se complementa estudiando el PIB y el IDH de los países, para tomar en cuenta la sostenibilidad, solvencia económica y el estado económico en el que se encuentra cada país. Pero en ocasiones se considera que estudiar el PIB es inadecuado ya que el objetivo principal del índice es mostrar el estado de felicidad y salud de las personas.
La segunda compilación global del IPF (índice del planeta feliz) en 2009 está basado en datos corroborados de 143 países que representan el 99% de la población mundial.
Diez de las primeras once naciones del índice 2009 están en Centroamérica y el Caribe. En los once primeros lugares figuran:
Colombia,
Venezuela,
República Dominicana,
Guatemala,
Vietnam,
Paraguay,
Cuba,
El Salvador,
Brasil,
Honduras y
Costa Rica,.
La nación europea con mayor puntaje son los Países Bajos. Estados Unidos, Rusia y buena parte de los países africanos tienen una calificación especialmente pobre.

## Lista
| Posición | País                         | IPF   |
| -------- | ---------------------------- | ----- |
| 1        | Vanuatu                      | 68.21 |
| 2        | Colombia                     | 67.24 |
| 3        | Costa Rica                   | 66.00 |
| 4        | Venezuela                    | 64.55 |
| 5        | Panamá                       | 63.54 |
| 6        | Cuba                         | 61.86 |
| 7        | Honduras                     | 61.75 |
| 8        | Guatemala                    | 61.69 |
| 9        | Vietnam                      | 61.66 |
| 10       | San Vicente y las Granadinas | 61.37 |
| 11       | Santa Lucía                  | 61.31 |
| 12       | Vietnam                      | 61.23 |
| 13       | España                       | 61.08 |
| 14       | Samoa                        | 60.98 |
| 15       | Sri Lanka                    | 60.31 |
| 16       | Antigua y Barbuda            | 59.23 |
| 17       | Filipinas                    | 59.17 |
| 18       | Nicaragua                    | 59.09 |
| 19       | Kirguistán                   | 59.05 |
| 20       | Islas Salomón                | 58.93 |
| 21       | Túnez                        | 58.92 |
| 22       | Santo Tomé y Príncipe        | 57.92 |
| 23       | Indonesia                    | 57.90 |
| 24       | Tonga                        | 57.90 |
| 25       | Tayikistán                   | 57.66 |
| 26       | Venezuela                    | 57.55 |
| 27       | República Dominicana         | 57.14 |
| 28       | Guyana                       | 56.65 |
| 29       | San Cristóbal y Nieves       | 56.14 |
| 30       | Seychelles                   | 56.07 |
| 176      | Burundi                      | 19.02 |
| 177      | Suazilandia                  | 18.38 |
| 178      | Zimbabue                     | 16.64 |

| Posición | País                 | IPF  |
| -------- | -------------------- | ---- |
| 1        | Costa Rica           | 76.1 |
| 2        | República Dominicana | 71.8 |
| 3        | Jamaica              | 70.1 |
| 4        | Guatemala            | 68.4 |
| 5        | Vietnam              | 66.5 |
| 6        | Colombia             | 66.1 |
| 7        | Cuba                 | 65.7 |
| 8        | El Salvador          | 61.5 |
| 9        | Brasil               | 61.0 |
| 10       | Honduras             | 61.0 |
| 11       | Nicaragua            | 60.5 |
| 12       | Egipto               | 60.3 |
| 13       | Arabia Saudita       | 59.7 |
| 14       | Filipinas            | 59.0 |
| 15       | Argentina            | 59.0 |
| 16       | Indonesia            | 58.9 |
| 17       | Bután                | 58.5 |
| 18       | Panamá               | 57.4 |
| 19       | Laos                 | 57.3 |
| 20       | China                | 57.1 |
| 21       | Marruecos            | 56.8 |
| 22       | Sri Lanka            | 56.5 |
| 23       | México               | 55.6 |
| 24       | Pakistán             | 55.6 |
| 25       | Ecuador              | 55.5 |
| 26       | Jordania             | 54.6 |
| 27       | Belice               | 54.5 |
| 28       | Perú                 | 54.4 |
| 29       | Túnez                | 54.3 |
| 30       | Trinidad y Tobago    | 54.2 |
| 141      | Botsuana             | 20.9 |
| 142      | Tanzania             | 17.8 |
| 143      | Zimbabue             | 16.6 |

| Posición | País                 | IPF  |
| -------- | -------------------- | ---- |
| 1        | Costa Rica           | 64.0 |
| 2        | Vietnam              | 60.4 |
| 3        | Colombia             | 59.8 |
| 4        | Belice               | 59.3 |
| 5        | El Salvador          | 58.9 |
| 6        | Jamaica              | 58.5 |
| 7        | Panamá               | 57.8 |
| 8        | Nicaragua            | 57.1 |
| 9        | Venezuela            | 56.9 |
| 10       | Guatemala            | 56.9 |
| 11       | Bangladés            | 56.3 |
| 12       | Cuba                 | 56.2 |
| 13       | Honduras             | 56.0 |
| 14       | Indonesia            | 55.5 |
| 15       | Israel               | 55.2 |
| 16       | Pakistán             | 54.1 |
| 17       | Argentina            | 54.1 |
| 18       | Albania              | 54.1 |
| 19       | Chile                | 53.9 |
| 20       | Tailandia            | 53.5 |
| 21       | México               | 52.9 |
| 22       | Brasil               | 52.9 |
| 23       | Ecuador              | 52.5 |
| 24       | Filipinas            | 52.4 |
| 25       | Perú                 | 52.4 |
| 26       | Argelia              | 52.2 |
| 27       | Jordania             | 51.7 |
| 28       | Nueva Zelanda        | 51.6 |
| 29       | Noruega              | 51.4 |
| 30       | Palestina            | 51.2 |
| 31       | Guyana               | 51.2 |
| 32       | India                | 50.9 |
| 33       | República Dominicana | 50.7 |
| 34       | Suiza                | 50.3 |
| 35       | Sri Lanka            | 49.4 |

| Posición | País         | IPF  |
| -------- | ------------ | ---- |
| 1        | Costa Rica   | 44,7 |
| 2        | México       | 40,7 |
| 3        | Colombia     | 40,7 |
| 4        | Vanuatu      | 40,6 |
| 5        | Vietnam      | 40,3 |
| 6        | Panamá       | 39,5 |
| 7        | Nicaragua    | 38,7 |
| 8        | Bangladés    | 38,4 |
| 9        | Tailandia    | 37,3 |
| 10       | Ecuador      | 37,0 |
| 11       | Jamaica      | 36,9 |
| 12       | Noruega      | 36,8 |
| 13       | Albania      | 36,8 |
| 14       | Uruguay      | 36,1 |
| 15       | España       | 36,0 |
| 16       | Indonesia    | 35,7 |
| 17       | El Salvador  | 35,6 |
| 18       | Países Bajos | 35,3 |
| 19       | Argentina    | 35,2 |
| 20       | Filipinas    | 35,0 |
| 21       | Perú         | 34,6 |
| 22       | Palestina    | 34,5 |
| 23       | Brasil       | 34,3 |
| 24       | Suiza        | 34,3 |
| 25       | Tayikistán   | 34,2 |
| 26       | Guatemala    | 34,2 |
| 27       | Belice       | 33,8 |
| 28       | Sri Lanka    | 33,8 |
| 29       | Venezuela    | 33,6 |
| 30       | Argelia      | 33,3 |
| 31       | Kirguistán   | 33,1 |
| 32       | Dinamarca    | 32,7 |
| 33       | Marruecos    | 32,7 |
| 34       | Reino Unido  | 31,9 |
| 35       | Chile        | 31,7 |